# 要聽爸爸的話！
《要聽爸爸的話！》（日语：パパのいうことを聞きなさい！，簡稱：「聽爸」）是松智洋的親情喜剧小说作品，插画由中島有華担当。集英社Super Dash文库出版。2011年集英社各杂志开始陆续连载本作漫画作品。电视动画版已于2012年1月至3月播放。另外，兩集OVA則分別於2013年6月25日隨小說版第13集及2015年3月25日隨小說版第18集的限定版發售附送，並正式完結。

## 故事简介
濑川祐太是考入多摩文学院大学文学系国文科，开始踏入新生活的大学一年级学生。小学的时候与父母死别，受到當時為高中生的姐姐祐理所养育。祐太初中的时候，祐理和曾經結过兩次婚、带着2个孩子的小鸟遊信吾结婚。祐太因为嫉妒姐姐和信吾组成的家庭，但是并不想破坏他们的幸福生活，于是独自一人远离了姐姐一家，身居于外。
有一天，姐姐突然登访自己家并拜托照顾她三个孩子（空、美羽、雏）。祐太虽然勉强地接受了这个请求，照料3个女儿时意外地看到了祐太从未见过的幸福生活，开始后悔当时因为嫉妒姐姐结婚而逃避现实的想法。打算归还以前的忘恩负义的感情，决意重新修复與姐姐一家的关系。在某一天，姐姐和姐夫搭乘的飞机离奇失踪，姐姐和姐夫因行踪未明被政府发布已死亡的通告。剩下的3个女儿在亲属会议后决定分离各所，祐太却执意宣言收养剩下的3个女儿，为此6榻榻米一间的公寓裡开始了崭新的4人生活。

## 登場人物
瀨川祐太（聲：羽多野涉）
本作男主角，多摩文學院大學文學系國文科一年級（小說第11卷升為二年級），作品開始時為19歲，7月6日出生，星座為巨蟹座。自稱姊控，暗戀萊香。路上觀察研究會的會員之一。大學畢業後於一間已經兼職中的兒童雜誌社正式就職。
由於四歲時父母死亡，被當時高中生的姊姊——祐理一直撫養到大，似乎因為如此，故喜好的對象為年長的女性。而自從祐理嫁給了信吾之後，祐太因為無法接納帶著兩個小孩的信吾而離家出走，居住於離小鳥遊家有一段距離的地方生活，直到上大學接到祐理的聯絡而前往小鳥遊家拜訪，並認識了三姊妹，才感受到姊姊現在過得很幸福，自己也希望和小鳥遊家熟悉起來並彌補那段避不見面的歲月。
之後祐理因為信吾要出差而要和他一起出國，拜託祐太照顧小鳥遊三姊妹一星期，期間卻收到兩人所搭乘的飛機失事的消息，兩人也因此被政府判定死亡。親戚們在為小鳥遊家處理三姊妹的後續事宜而煩惱之時，由於三姐妹會因此事而離開彼此，祐太想起了以前祐理堅決獨自撫養當時還年幼的祐太，一個人挺身而出，不顧親戚的反對提出了收留的決定，從此祐太的日常生活發生了巨大的變化，為了掙錢而做了許多辛苦的兼職，同時亦要繼續進修學業、付出時間照顧三姊妹，這成為了她們的“爸爸”的艱辛所在。期間曾經受到了親戚們的批評與指責，但是在他和路研朋友的努力下，終於取得親戚們的認可，雖然因年齡問題無法成為三姐妹的法定代理人，但是可以通過代理的“監護人”的名義去養育三姊妹。小說第1卷尾（動畫第12話尾）搬回了小鳥遊家（三姐妹原住處）。
當他決定收留三姊妹，並開始作為一個監護人時便決意給三姊妹良好的生活環境而不斷努力著，自身也不斷學習身為一個監護人該做的事（尤其是對三姊妹的教育）也漸漸地開始有身為「爸爸」的威嚴，在第四卷中曾在新年參拜時責罵擅自離開大人身邊的雛以及訓斥離家出走的美羽，第八卷也因為雛的離家尋找父母的行為而給予打屁股的處罰。但個性相當粗枝大葉，手忙腳亂的時候常常會因為一些小事沒有處理好而挨姑媽的罵，也常常踩到他人的地雷（尤其是空居多）而被空大罵「哥哥大笨蛋！」以及美羽以「舅舅真是太不細心了」加以數落。
由於為人老實，而且勤奮努力的一切都是為了讓三姊妹平安成長，不知不覺中散發出男性的魅力而相當擁有女人緣，讓不少女生都因此對他有好感——除了空及美羽以外，鄰居北原栞及美羽生母沙夏也被他這點吸引，亦是萊香第一個感興趣的男性，更是從菅谷手中收到第一份由祐理以外的人送出的情人節巧克力。但是很遺憾的是他完全沒有這方面的自覺。當栞向他告白時完全沒有會意她的意思，第十卷被沙夏奪走初吻時也認為那個是親情的吻，直到第十二卷菅谷美紀在眾人面前向他告白時才意識過來。對於菅谷的告白，祐太以要照顧三姊妹為由而拒絕，但仍和她維持著朋友的關係。
在17卷中被莱香和空告白，最后选择了空，然而在第18卷交往初期因二人皆無相關經驗，以及有時還把空當作女兒看待等種種原因使二人關係裹足不前，直至在美羽推波助瀾之下才與空有了「等待空在學校畢業後便結婚」的承諾，但是祐太誤解為「空大學畢業後便結婚」而和她吵架，但經過良子、沙夏和美羽調停後，與空更正式地約定「當空高中畢業、考上大學並取得獎學金之後便與她結婚」。之後空完成了以上的目標後進行了一次正式的求婚，並在一個半月後舉行了婚禮。

### 小鳥遊家
小鳥遊空（聲：上坂堇）
小鳥遊家的長女，清流中學二年級生（小說第11卷升為三年級），14歲，7月7日出生，星座為巨蟹座。稱呼祐太為“哥哥”（お兄ちゃん）。
有著一頭及肩的棕色長髮，頭上綁著藍色的緞帶作為髮箍，並留有一小撮呆毛。關於那根呆毛並非頭髮亂翹而未整理，而是本人的堅持。
在小學的時候，曾經被由祐理介紹的未來舅父（即祐太）處理傷口，之後便喜歡上了他，這也成為常常被美羽調侃的原因。她希望祐太能夠把她當成一個女人，而不是當成女兒來看待，但是卻因為祐太身為爸爸的立場再加上自己還是個國中生而無法如願。
小鳥遊美羽（聲：喜多村英梨）
小鳥遊家的次女，小學五年級（小說第11卷升為六年級），10歲（小說第四卷迎接了11歲的生日），1月15日出生，星座為魔羯座。稱呼祐太為舅舅（叔父さん）。
由於親生母親——沙夏有俄羅斯血緣，所以有一頭金髮。小時候髮型已經束成雙馬尾，而這髮型當時是由母親沙夏替她束的，到現在有時候也需要空替她束雙馬尾髮型。
小時候是個極度怕生的孩子，總是黏在空身後；但是長大後個性卻有一百八十度的轉變，不但喜歡調侃空，而且十分容易與人親近。其小惡魔的魅力非同一般，言語有著不明原因的強制力，某種意義上能堪比力量上的強制力。而身為美少女的她非常注重打扮，常常在思考每天上學時的穿著搭配，再加上有著媲美偶像般的美貌，獲得不少人注目的眼光，在學校也有不少人向她告白，甚至還有專屬的親衛隊，長期下來她已經習慣了這樣的情形了。
運動神經相當地優秀，第四卷祐太帶大家去溜冰時很快就能上手，並且可以做一些簡單的花式動作而當場獲得不少喝采。嘗試過溜冰之後她本人也感到頗有興趣。
在第四卷面對以為將自己拋棄的沙夏時，因為忘掉了與母親之間的回憶，加上認為沙夏不重視自己，因此心中築起堅固的牆壁而不願意與和她溝通，甚至離家出走，沙夏離開時還頑固地拒絕為她送機，直至受到祐太的斥責後，才明白自己對沙夏的感情，在沙夏離開的前一刻與她相認而叫她媽媽。在這期間得知自己與小鳥遊家沒有血緣關係的事實時感到相當震驚而崩潰，但即使如此空還是把她當成妹妹而給她支持。
在自己拒絕為沙夏送機而被祐太訓斥時，當時覺得當時的祐太「像個男人」而發現自己亦喜歡上祐太。雖然祐太平常給人的樣子並不可靠，但有時候祐太會觸及美羽的心弦，使自己不自覺地想依靠他，從而對祐太萌生出某種感情，或許因為如此空和自己才會對她有好感。不過對於祐太不懂女人心的表現，則常常會數落他「舅舅真是太不細心了」。
之後每當沙夏再度來訪時，雖然不會再像之前那樣抗拒，卻因為顧慮到母親已經下落不明的雛而會刻意和她保持距離，察覺到這點的祐太和空等人會刻意製造讓母女兩人獨處的時光。
升上初中後，開始為成為服裝設計師而努力，二年級時與好友野際立夏創立了手藝社，並於祐太和空的婚禮上負責會場佈置和空其中一套婚紗的設計。
在第18卷對於祐太和空的發展非常著急，更聽從立夏的建議令祐太許下與空結婚的諾言。
原本打算升上高中後與祐太和沙夏一樣開始獨居生活，但在祐太算計之下變成租住沙夏的公寓和「管理人」沙夏一起生活。
另外在OVA2時，在校內似乎是有名的歌手。
小鳥遊雛（聲：五十嵐裕美）
小鳥遊家的么女。3歲（小說第八卷迎接了4歲的生日），3月3日出生，星座為雙魚座，在上托兒所。三姊妹中當中唯一和祐太有著血緣的外甥女，稱呼祐太為叔叔（おいたん）。
性格天真，不會對第一次見面的人有所警戒，她的可愛及笑容獲得了不少人的喜愛，尤其是萊香對她相當情有獨鍾。
似乎是遺傳到母親的聰敏，即使還是一個還在上托兒所的小孩子也擁有相當強的學習能力和領悟力，在創作詞曲似乎有天份似的，平常也都常常在唱著即興自創的歌曲。
在第5去過動物園、被幼兒園其他同學炫耀後便想飼養寵物，因此十兵衛來到小鳥遊家後非常開心，並在十天內培養出深厚的感情，所以十天後和十兵衛分別時非常傷心，祐太花了很多唇舌才讓雛願意將牠交還給十兵衛的主人。但因為前飼主卻在這時不知去向，十兵衛便繼續留在小鳥遊家，讓雛非常開心。
因為心智尚未成熟的關係，對於父母遇上空難失蹤一事，祐太和空等人告訴她「父母在很遠的地方工作，太忙碌而不能回來」。而每當向祐太、空或美羽問及父母的事，他們有時候會不知如何直接應對。這份思念終於在她四歲生日的隔天爆發，祐太交給她「父母親送的禮物」之後醒來的隔天，正因為這份思念而不顧一切離開小鳥遊家尋找自己的父母，幸好被空的同學大機發現並帶回家，而被祐太打屁股處罰。但是回家的途中聽到前島的弟弟妹妹們也是如此後，也透露了會一直忍耐的心情，讓祐太等人深深感受到雛已經成長了。其後，隨著愛犬十兵衛的離世，雛也開始理解父母也離世的事實。
第18卷答應祐太和空結婚後成為自己的養父母。
動畫版中追加喜歡動畫「露娜露娜7」（ルナルナ7）的設定。
十兵衛
是一隻年紀較大的小型犬，其主人是經營某神秘夜店的店主，而祐太懷疑主人有黑社會背景。其後主人將牠交給祐太照顧十天，並承諾會給予豐厚報酬。但十天後主人失蹤、夜店倒閉，並留下「十兵衛麻煩你了」的便條給祐太。自此以後，十兵衛成為小鳥遊家的新成員。
在祐太等人來看，牠自認為是雛的騎士，因而對雛最為親近；反之對其他人則是相當不留情面。雖然如此，卻也不喜歡遭到忽視。由於訓練有素，讓祐太等人在照顧牠的時候不需要花太多的心思。
在第14卷壽終正寢。
第18卷從原飼主得知十兵衛其實子孫成郡。
名字來自于江戶時代的武士——柳生十兵衛。

### 小鳥遊家與瀨川家的親屬
小鳥遊祐理（聲：大原沙耶香）
祐太的姊姊、雛的生母，原名“瀨川祐理”。獨自一人把祐太供養到大學的監護人。
平時性格幽默，可是提到家人的事時卻會擺出非常認真的態度。總是細心照料兩個繼女和離家出走的祐太。由於家事萬能、又與人相當親近，毫無疑問是位相當出色的人物。除了讓祐太景仰以外，空和美羽也都喜歡這位新媽媽。
暗地裡卻是個不折不扣的御宅族，而且一直瞞著祐太，直至失蹤後被祐太發現她一張角色扮演（Cosplay）的照片。另外也會替空購買同人誌、裁製其角色扮演服飾。據空所說現在她紮在頭髮上的緞帶也是角色扮演服飾的一部分。從空口中所述得知因為擔心空會過於內向，所以才為她挑選男女合校的初中就讀和找她玩角色扮演。
和信吾認識的時候是在他公司底下打工，比美羽的母親還要早愛上他，後來信吾和沙夏離婚的時候，在沙夏的撮合下才和他結婚並生下雛。但是現在與信吾一同失蹤，被政府宣告法定死亡。
在動畫OVA2時和信吾以幽靈的身分探望祐太和三姐妹。
小鳥遊信吾（聲：飛田展男）
現今是祐太的姐夫（即祐理的丈夫）。從事有關採購稀土的工作，有三段婚姻。
第一任妻子是如月渚，在空懂事的時候已經離世；第二任妻子是沙夏，在美羽三歲時與信吾協議離婚；第三任妻子是祐理，其後二人因空難而一同失蹤，被政府宣告法定死亡。
興趣是攝影，從沙夏口中証實信吾與當時是高中生的祐理是在攝影師和Cosplayer的關係下而認識，從而推薦祐理到其工作的公司做兼職行政人員。
平常為人和善，但是相當溺愛著自己的女兒，常常為了女兒買了許多的東西而被祐理訓斥。祐太也曾經因為被誤會對他女兒下手而見識到他暴走的樣子。
在動畫OVA2時和祐理以幽靈的身分探望祐太和三姐妹。
沙夏·伊莉妮琪娜·加加利納（聲：岡村明美）
美羽的生母，信吾的第二任妻子（已離婚）。擁有俄羅斯系血統，是大約二十多歲、身形高挑的美女。現時是一名服裝設計師。對於書寫日文並不擅長。
14歲時被星探發掘，為補貼家計而隻身到日本擔任模特兒，結果迅速走紅。在拍攝信吾公司廣告時與他相識，並在信吾介紹下認識祐理，三人成為了好友。數年後與另一名活躍於演藝圈的男性相戀，其後懷有美羽。懷孕一事被揭後一直受緋聞困擾，沙夏在精神崩潰前接受信吾建議和他結婚（但當時受小鳥遊家族大力反對），建立四人家庭。因為覺得照顧空和美羽比做模特兒更有意義，加上緋聞的關係導致工作大減，所以在與信吾結婚後便從演藝圈引退。
而美羽的親生父親當時不知道沙夏懷孕就已經分手，據說他現在依然相當有名。
但是在美羽三歲時，祖國發生政變，沙夏的父親亦因此去世，為照顧病倒的母親而獨自返回祖國。但由於半年後祖國局勢仍未穩定，短時間無法返回日本，所以忍痛與信吾協議離婚，並將美羽交託給信吾照顧，並希望信吾能注意自己身邊的朋友的感情，而讓信吾與祐理再婚。
原本與信吾和祐理約定在美羽小學畢業的前一年會來日本，讓美羽選擇決定跟誰生活，所以在美羽五年級的新年回來（其實同時也因為工作需要而到日本），但此時信吾和祐理已經在暑假期間因空難失蹤了。為瞭解決小鳥遊三姊妹的生活問題，便居住在小鳥遊家，卻因為美羽的不諒解導致這段時間的氣氛相當尷尬，其後更讓美羽離家出走，直到回國的那天美羽受到祐太的斥責後才知道自己的心情，並與沙夏相認。
小鸟遊信好（Takanashi Nobuyoshi，聲：岛田敏）
信吾的哥哥，即三姊妹的伯父。嚴謹而認真，是個公務員氣質一樣的人物。惦掛著小鳥遊三姊妹事情，是三姊妹的法律監護人。
對於以前小鳥遊家族不認同信吾和沙夏的婚姻而內疚。
佐原良子（聲：冰上恭子）
祐理和祐太的姑媽。是祐理（成年前）和祐太的法律監護人。保險公司的外勤員，其丈夫已過世。
在祐太年幼父母雙亡時，原本計畫撫養祐太姐弟，但因其丈夫剛死，加上孩子升大學需要大量錢財，以致無法撫養祐太及祐理，因此祐太由祐理撫養長大。
以嚴厲的眼光監護著祐太和三個女兒的情況，並且每個月會來祐太家一趟檢查他們的生活起居。祐太和小鳥遊三姊妹因此相當怕她，但是當她生病而祐太等人探望她時，聽到她說明祐理的事情之後也了解她的苦心。
廚藝也相當優秀，注意到祐太和空廚藝不佳而給予指導，令他們有所進步。第六卷也指導三姊妹和北原栞情人節巧克力的製作。
不擅長應付狗，因此非常害怕十兵衛。而本人表示“不是不喜歡，只是不會應付”，可是馬上被吐槽兩者其實差不多。
是少數能鎮壓進入暴走狀態的佐古俊太郎的人物之一。
小鳥遊渚
空的生母，舊姓如月（きさらぎ），在空還小的時候就因病去世了。
原本空聽父親說自己的生母是個文靜的人，但在信吾電腦中發現了擁有她另外一面的大量照片，模樣跟現在的空幾乎一模一樣，讓空感受到自己生父和生母當時是如此的幸福。

### 路上觀察研究會
俗稱「路研」（ロ研），因為首字與蘿莉控（ロリコン）的一樣，所以有其他學生誤會為「蘿莉控研究會」的簡稱。
織田莱香（聲：堀江由衣）
多摩文學院大學文學系人文學學科二年級（小說第11卷升為三年級），校內公認文武雙全的美女，但也是個怪人。擅長日本料理。路上觀察研究會的唯一一名女性，擁有巨乳。是祐太的暗戀對象。
她平時是面無表情，語調不太抑揚的一個人，甚至對於自己笑或哭亦沒有知覺。如果遇見可愛的東西的時候，整個人都會變得很不正常，甚至會害羞，尤其是小鳥遊家的三姊妹。每當看到三姊妹可愛的模樣時，總是會對祐太說「這些（三姊妹）送我，我會好好珍惜的」。
空有點討厭萊香，因為她以為萊香會跟她搶(？)祐太。(但事實似乎真的是這樣....)
因為父親是數學家，母親是人類學家的關係，在家中規定要經過合理的邏輯思考才可以說話，而養成萊香凡事都講究合理的性格，亦不明白因為人的想法和情緒而做出不合理的事，才會加入「路研」研究人為什麼會笑的話題。直至在「路研」認識了祐太和小鳥遊三姊妹，萊香才開始漸漸明白人的情緒起伏是什麼一回事，也知道人的感情無法用邏輯解釋。而「路研」也教會了她人並非全部都是會合理思考和生活。
她原本與父母同住於東京頂級的高級住宅區——田園調布，升讀大學時自己搬到距離大學兩個車站的公寓居住。但在第六卷末為了可以多探望小鳥遊三姊妹（？）、繼續社團活動和方便以後在新宿的新校舍上學，而搬遷到距離小鳥遊家不到十分鐘路程的公寓。
在第10卷看見沙夏吻祐太，發現自己胸口疼痛了起來，從此開始對祐太的感情發生了變化。第11卷和祐太及三姊妹逛街時不巧被父母看到，使父母對萊香和祐太等人之間的關係產生了誤解而被迫搬回家住並設下門禁時間，直到祐太和三姊妹登門拜訪織田家說明原委後才化解這個誤會，萊香的雙親了解之後遂支持萊香再度搬回池袋居住。萊香此時感受到能認識祐太真是太好了。在第17卷和祐太表白，但考慮空對祐太的感情要求祐太不要即時答覆，結果祐太從二人間選擇了空。
第17卷畢業後成為小學教師，並於雛升讀小一時成為其班主任。
仁村浩一（聲：小野大輔）
多摩文学院大学文学系日本文学学科一年级（小說第11卷升為二年級）。老家位於仙台，是個製造味噌的農家，在家中排行第三，有一個妹妹和兩個姊姊。是祐太在大學第一個交到的朋友，也是一個喜欢美女的美少年，擅於搭訕。
因為長相俊俏再加上擅長交際，是校內的風雲人物，聯誼的時候女生也多半是衝著他來；然而也因為如此，經常捲入與女性有關的糾紛，曾經因為這點在祐太陪著三姊妹回到小鳥遊家居住後隨即遷往祐太當時租的房間（他個人主張“自家是帶女人進入的地方”）。這一點是祐太認為他的美中不足之處，但他卻不以為意。
他做事随意，但决不欠情，十分为朋友着想。
由於有時帶點輕浮的個性讓空很討厭，在初次見到三姊妹時甚至還開玩笑的要較年長的兩姊妹與他交往，但被後兩者厭惡拒絕，讓他大受打擊(？)。
大學畢業後於「可麗葉」就職。
佐古俊太郎（聲：間島淳司）
多摩文學院大學三年級。路上觀察研究會的會長。但是，在萊香入學時俊太郎就自稱是大學三年級，所以實際入學年份尚且未明。
他的體型微胖，且戴著眼鏡。同時是御宅族和蘿莉控，單憑聲音可精準判斷幼女的個性、髮色等外表特徵，常對美羽和雛產生幻想而被萊香用摺扇（偶爾會用其他物品代替）鞭打，曾告訴過萊香一句“可愛就是正義！可愛就是最強！”，萊香後來也非常認同。
俊太郎第一次見到美羽和雛時心懷感激且心裡奉為天使般聖潔的存在，卻認為超過12歲的空並非如此，而且還直接叫她“大嬸”，造成往後空對他具有相當的厭惡感與敵對意識。
他擁有相當廣闊的人脈關係及不為人知的社交能力，因此經常能夠幫上祐太很大的忙，就某方面來說是一個意外地可靠的人。不過經常打著美羽和雛的主意，再加上有時喜歡用一些惡劣的玩笑手段、以及面對美羽和雛就口無遮欄的個性，讓祐太對他有相當的戒心。
於祐太和仁村畢業一年後決定畢業，並將路研會長一職交由田中亮子接棒。

### 相關同學或朋友
北原栞（聲：井口裕香）
16歲，住在小鳥遊家正對面的高中二年級學生。有著黑色長髮（插圖中為粉紅色），性格固執和富正義感，非常容易胡思亂想且容易衝動。和小鳥遊三姊妹關係不錯。
對於剛剛搬到小鳥遊家居住的祐太，最初誤會他是一個虐待小鳥遊三姊妹的變態狂，並且決心要在他的「魔爪」中救出三姊妹，經歷一陣風波才消除這個誤會，其後更答應在祐太、空和美羽都沒有空的時候會替他們照顧雛。
後來見到祐太為三姊妹努力的模樣而漸漸對他產生好感，第六卷送了情人節巧克力給祐太，第九卷在發現了自己真正的心情後，就常常在房間窺視小鳥遊家的狀況，在祐太面前也會變得緊張起來。此時剛好空忙於社團的事而自願幫忙她做家務，亦藉此增加和祐太相處的時間，更決定跟祐太告白，可惜最後祐太未能瞭解自己的想法。其後同學起哄要見她男友，而請求祐太假裝她的男友。
討厭個性輕浮的人，因此對於仁村對她的輕浮行為感到相當反感，亦讓她不知道該如何應對。
前島大機
空的同學，學校合唱團的男部員。暗戀空，又不想讓人知道（事實上除了空以外的人都察覺到了）。不過由於自身言行不一，所以沒能掩飾住。個性粗魯且擁有相當大的嗓門，再加上總是不懂得察言觀色的緣故，是空非常難應付的人。一旦衝動就會開始暴走，只有他的好友谷修二能夠壓制住他的暴走行為。
曾經自以為是地認為空是因為祐太才退社，因此一開始非常敵視祐太，空得知他的想法的時候對他相當憤怒而令自己感到後悔不已。
是家中的長子，有一個分別叫「前島元氣」的弟弟和「前島楓」的妹妹。因為父母工作忙碌而且是長子，所以從小要負起照顧弟妹的責任，因此擅長照顧別人。
在社團裡常常是社長岡江清美的玩弄及體術攻擊對象（原因多半是因為清美對空的喜愛），在小說第七卷在她的指定下接替她成為合唱團團長。雖然一度做不好而有辭退的念頭，但是還是堅持下來了。
由於暗戀空的關係，不僅空的好友花村陽子，連祐太也在提防他搶走空。但第八卷對於找到離家尋找父母的雛一事則抱持著感謝。
在小說第11卷因為升上三年級要重新編班的關係，而沒有與空同班。
在第12卷中受到修二向陽子表白的行為而鼓舞，並且向空表白，卻被本人拒絕。
花村陽子
空一、二年級時的同班同學，是眼鏡娘，亦是御宅族，成績優秀，擅長花道和鋼琴。在小說第11卷因為升上三年級要重新編班的關係，而沒有與空同班。
文藝社成員，因接受了委託而來合唱團幫忙擔任鋼琴的伴奏，其後於小說第九卷擔心空而正式入社。順帶一提，文藝社只有她和空兩名成員，而且空是因為有把柄被陽子抓住才加入。
對於自己的哥哥則是完全不留情面的冷淡對應態度，使他相當寂寞。
平常給人較為文靜、冷酷的形象，在得知與空有相同的嗜好而漸漸和她熱絡起來，對於想要接近空的前島來說是如同天敵般的存在。
在漫畫版《空色之響》中，在一年級的清流祭時班級活動是合唱，在空希望有人能幫忙伴奏時接下了這個職務。活動結束後被空拜託參加社團的伴奏，一開始雖然拒絕了她，但是在空的拜託以及說出替體諒對方的話後，答應不用每次參加社團活動，有興致就去幫忙伴奏的條件。
岡江清美（聲：佐佐木望）
空學校的合唱團團長，希望建立一個完全由她管轄的龐大後躬。有著相當為所欲為行事風格卻又有相當強的決斷能力和行動力。
非常喜歡可愛的女孩子，尤其是發現空的特質後便半強迫讓她入社，當空一度辭退社團時更是下定決心要把她帶回社團。
在前傳漫畫《空色之響》中，在空剛入學的那一刻為女高音部的分部長，常常因為瘋狂的行動而被櫻和都制裁。縣大賽後因為想要再一次在比賽中勝出而希望多加練習，而和另一位女社員星野結衣在意見上產生了分歧，最後便由投票選擇下任社長的方式決定之後的練習方針。最後雖然成為下一屆社長，但因為認為自己不能勝任社長的工作而消沉了一陣子。
谷修二
大機的同學，也是他從小學起認識的好友，同樣也是合唱團的團員。個性沉穩冷靜，常常阻止大機陷入暴走狀態，在社團也是吐槽及勸諫團長言行舉止的和事老。
在小說第11卷升上三年級後，繼續與空同班。
對陽子有好感，更於升上三年級後不久表白。
杉原祥子（配音員：佐藤聰美）
美羽的同學及好朋友。開朗活潑的少女，是美羽班級上最高和最重的同學，食量很大，且不把男生放在眼裡。美羽稱呼她為「小祥」。
菅谷美紀
多摩文學院大學人文學科一年級生（小說第11卷升為二年級），有一頭波浪卷的短髮，給人相當活潑可愛的氣息。是學校網球社社員，在一場聯誼中和祐太認識。
在家中排行第二，有位哥哥和弟弟，擅長照顧別人也擅長被照顧，本身也相當健談，也因此不論對於男生和女性都能夠輕鬆應對。喜好的對象是顧家型的男生。
從她對祐太的談話及言行中似乎對他抱持著好感，並在情人節前送祐太巧克力，之後更向祐太告白。祐太以要照顧三姊妹為由拒絕了她的告白，但仍維持著朋友的關係。
花村學長（聲：三宅健太）
本名不詳。花村陽子的哥哥，多摩文學院大學的美式足球社隊長，身形魁梧。
其家族是大福餅生產商——「花村製菓」的經營者。而祐太因佐古學長的介紹下會在生產工廠裡做兼職。
是個妹控，但是因為陽子冷淡的態度而讓在她面前無法抬頭。
大學畢業後正式繼承「花村製菓」。
廣美
外表是一個猛男，但擁有一顆少女心。佐古學長的朋友，經營咖啡店「可莉葉」。祐太和仁村也曾經為開設校慶活動的咖啡店而到此進行侍應的修行，現時也會經常到其咖啡店做兼職。除此之外，佐古及萊香還有網球社的成員都是這家店的常客。
真實名字為廣道（ひろみち），有個暱稱直美的堂兄——直道在旅店工作，姓氏不明。
野際立夏
美羽的初中同學，是一名模特兒。
一年級時因面對美羽所產生的自卑感而曾經對她態度冷淡，但後來二人和解了並與美羽和祥子成為好友。
二年級與美羽成立手藝社。

### 其他人物
新子胡桃（聲：中村櫻）
非小說版原創角色，在漫畫版「小鳥遊家的居家日常」和動畫版出場。女性，23歲，祐太所承租公寓的鄰居，職業為配音員。
有時會在祐太兼職的時間裡幫忙照顧小鳥遊三姊妹。
綠川佐和子（聲：佐藤利奈）
非小說版原創角色，在漫畫版「小鳥遊家的居家日常」和動畫版出場。29歲未婚女性，祐太承租公寓的管理者、房東的女兒。
動畫版最初因發現祐太和小鳥遊三姊妹同住而對他發出迫遷令，但其後明白小鳥遊三姊妹的情況後而同意祐太和三姊妹同住。
對雛有好感。
北原太太
本名不詳，栞的母親。料理水準非常好。
因為以前當過幼兒園老師，所以非常瞭解小孩子的心理，因此有時候可以幫助祐太瞭解雛心中的想法。
小出
多摩文學院大學人文學科一年級生，祐太和仁村的損友之一。喜歡聯誼，在第五卷中策劃聯誼，後來被聯誼對象——即網球社的學姊們邀情而開始打網球。曾經想私下幫祐太撮合他和菅谷兩人。
吉岡
多摩文學院大學人文學科一年級生，有一頭橘色頭髮，髮尾捲曲。祐太和仁村的損友之一。喜歡聯誼，在第五卷中策劃聯誼，後來被聯誼對象——即網球社的學姊們邀請而開始打網球。
網球社社長
佐古的青梅竹馬，個性強勢的大姐頭型人物。小時候曾和佐古學長一起洗澡，稱呼他「小俊」。酒品很差，一喝酒就會給其他人造成困擾。
在祐太結婚當天的早上才從佐古口中得知本名是由嘉里。
羽柴
曾經是沙夏在做模特兒時的經紀人，在偶然的機會下挖掘到了美羽，並邀她做為模特兒。
於祐太和空的婚宴上擔任司儀。
田中亮子
多摩文學院大學的新生，一開始對路上觀察研究會有興趣，但後來還是加入了網球社。
第18卷從佐古俊太郎手上接過「路研」會長一職。
仁村聰美
仁村的妹妹，比仁村年幼4年的高中一年級生。因為想立刻和男朋友結婚遭到大姊的反對而離家出走。
篠原良介
仁村聰美的男朋友，大學四年級學生。在社團活動時來到了聰美位於仙台的高中而結識，因而成為男女朋友。
仁村芳美
仁村家的大姊，因為想守護最小的妹妹，因此當她得知聰美交男朋友時和她起了爭執，並反對聰美和篠原交往、結婚，導致聰美離家出走。
仁村睦美
仁村家的二姊，個性溫和，第13卷時已經結婚並懷有身孕。
湯川
良子的朋友，也是祐太在出版社兼職時的上司，在祐太正式就職後便退休了。

### 《空色之響》登場人物
松島櫻
空入學這一屆的合唱團團長，是當時合唱團音質最出色的女高音，同時也兼任伴奏。
因為不想順從父母的安排，選擇了清流中學並加入其合唱團，而當時的社團卻因為要求練習過度導致社員紛紛退社，於是下定決心只建立一個大家只需要開開心心唱歌的社團。
空第一天入學時遇見了她，被她的歌聲所感動，在幾經考慮後決定加入了合唱團。後來合唱團因為空的關係變得積極練習也樂在其中而被感動，因為這樣的社團活動正是她所希望的。
合唱團縣大賽後，決定出國留學，並在一年後寄了一封信給空，希望能再一起唱歌。
十條都
櫻的好友，兼合唱團的女低音分部長，是當時合唱團留下來的成員之一，在櫻不在時代替她指導合唱團的練習。少數社員中能夠鎮壓岡江清美暴走的人之一。
對於櫻的經營方針感到有些不滿，不過還是依著她的性子。在得知櫻要出國留學的一刻感到憤怒與失落，因為她希望能繼續和櫻一起唱歌。在櫻出國之際，通知了包含空在內的學妹們一起為她送行。
星野結衣
合唱團女低音部成員，從小學就有開始在練合唱，戴著一個星形的髮飾。
縣大賽過後，由於只希望開開心心唱歌，而和希望多加練習的清美吵了起來。後來決定用投票的方式選出下任社長的候選人決定日後社團的方針時落選，而要清美作好去全國大賽的覺悟。
品川毬裳
空剛入學時的同班同學，個性跟空一樣怕生，由於也被空的歌聲所感動，便跟著一起加入了合唱團，隸屬於女高音部。
來栖真由利
跟空等人一起加入合唱團的新生，隸屬於女高音部，從小學三年級起便有合唱的經驗。
小時候遇見了櫻並被她指導過一次，希望能再跟她一起唱歌，但是卻對櫻的社團經營方式感到失望而有一度退社的念頭。但在前一刻被空和毬裳的努力練習感到到，甚至還一度被她們叫住請求指導而想起了往事，打消了退社的念頭。
中山首理
合唱團的新社員，隸屬於女低音部。因為一年級的女低音只有她一個，沒什麼練習的機會，因為空的提議而可以和大家一起練習，在新社長的投票中投給了清美。
植田真理
合唱團三年級的社員，有著中性的外表。由於兼籃球社社員，因此很少露臉。
茨城
合唱團三年級的副社長，頂著蓬蓬頭的男性社員，存在感極低。在大機入社後常常請他指導。

## 書籍情報
日本版由集英社發行；中文版則由青文出版社代理發行。

### 小說
日本版本編由Super Dash文库刊载。第七卷為短篇集。

日本版小兔兔圖案（〜うさぎのまぁく〜）則由Cobalt文庫刊載。
| 卷數   | 日本           | 日本                                                                 | 臺灣／ 香港    | 臺灣／ 香港                                            |
| 卷數   | 初版发售日期   | ISBN                                                                 | 初版发售日期   | ISBN／EAN                                              |
| ------ | -------------- | -------------------------------------------------------------------- | -------------- | ------------------------------------------------------ |
| 1      | 2009年12月25日 | ISBN 978-4-08-630526-6                                               | 2011年8月19日  | ISBN 978-986-256-887-3                                 |
| 2      | 2010年2月22日  | ISBN 978-4-08-630533-4                                               | 2011年11月3日  | ISBN 978-986-256-955-9                                 |
| 3      | 2010年5月25日  | ISBN 978-4-08-630547-1                                               | 2012年2月3日   | ISBN 978-986-310-053-9                                 |
| 4      | 2010年9月25日  | ISBN 978-4-08-630569-3                                               | 2012年5月11日  | ISBN 978-986-310-182-6 EAN 4718016006423（特殊封面版） |
| 5      | 2010年11月25日 | ISBN 978-4-08-630582-2                                               | 2012年8月15日  | ISBN 978-986-310-306-6                                 |
| 6      | 2011年1月25日  | ISBN 978-4-08-630588-4                                               | 2012年10月10日 | ISBN 978-986-310-394-3                                 |
| 7      | 2011年5月25日  | ISBN 978-4-08-630611-9                                               | 2013年2月18日  | ISBN 978-986-310-513-8                                 |
| 8      | 2011年9月22日  | ISBN 978-4-08-630635-5                                               | 2013年5月13日  | ISBN 978-986-310-612-8                                 |
| 9      | 2012年1月25日  | ISBN 978-4-08-630658-4                                               | 2013年8月15日  | ISBN 978-986-310-703-3 EAN 4718016008274（特裝版）     |
| 10     | 2012年5月25日  | ISBN 978-4-08-630678-2                                               | 2013年11月8日  | ISBN 978-986-310-839-9                                 |
| 11     | 2012年10月25日 | ISBN 978-4-08-630704-8                                               | 2014年2月6日   | ISBN 978-986-310-896-2                                 |
| 12     | 2013年2月22日  | ISBN 978-4-08-630719-2（通常版） ISBN 978-4-08-907037-6（限定版）    | 2014年5月16日  | ISBN 978-986-356-064-7                                 |
| 13     | 2013年6月25日  | ISBN 978-4-08-630733-8（通常版） ISBN 978-4-08-907038-3（OVA限定版） | 2014年8月7日   | ISBN 978-986-356-141-5                                 |
| 14     | 2013年10月25日 | ISBN 978-4-08-630756-7                                               | 2014年11月12日 | ISBN 978-986-356-174-3                                 |
| 15     | 2014年2月25日  | ISBN 978-4-08-630771-0                                               | 2015年2月10日  | ISBN 978-986-356-202-3                                 |
| 16     | 2014年6月25日  | ISBN 978-4-08-630787-1（通常版） ISBN 978-4-08-907045-1（限定版）    | 2015年7月11日  | ISBN 978-986-356-257-3                                 |
| 17     | 2015年1月23日  | ISBN 978-4-08-630805-2（通常版） ISBN 978-4-08-907050-5（限定版）    | 2015年10月14日 | ISBN 978-986-356-285-6                                 |
| 18     | 2015年3月25日  | ISBN 978-4-08-630807-6（通常版） ISBN 978-4-08-907051-1（OVA限定版） | 2016年2月10日  | ISBN 978-986-356-312-9                                 |
| After1 | 2016年7月22日  | ISBN 978-4-08-630808-3                                               | 2017年2月25日  | ISBN 978-986-356-410-2                                 |

- 要聽爸爸的話！ 〜小兔兔圖案〜 小說版

ISBN 978-4-08-601621-6，2012年3月23日發售（日文版）
ISBN 978-986-310-972-3，2014年5月22日發售（中文版）

### 漫畫單行本
| 日文版 | 中文版                                | 日本          | 日本                   | 臺灣/ 香港     | 臺灣/ 香港             |
| 日文版 | 中文版                                | 初版发售日期  | ISBN                   | 初版發售日期   | ISBN                   |
| ------ | ------------------------------------- | ------------- | ---------------------- | -------------- | ---------------------- |
| 1      | 要聽爸爸的話！ 1                      | 2011年12月2日 | ISBN 978-4-08-870351-0 | 2012年8月15日  | ISBN 978-986-310-311-0 |
| 2      | 要聽爸爸的話！ 2                      | 2012年4月4日  | ISBN 978-4-08-870411-1 | 2013年2月18日  | ISBN 978-986-310-501-5 |
| 3      | 要聽爸爸的話！ 3                      | 2012年12月4日 | ISBN 978-4-08-870561-3 | 2014年4月18日  | ISBN 978-986-256-643-5 |
| 1      | 要聽爸爸的話！ 〜路上觀察研究日誌〜 1 | 2012年1月19日 | ISBN 978-4-08-879258-3 | 2012年8月15日  | ISBN 978-986-310-312-7 |
| 2      | 要聽爸爸的話！ 〜路上觀察研究日誌〜 2 | 2012年5月18日 | ISBN 978-4-08-879336-8 | 2013年2月18日  | ISBN 978-986-310-502-2 |
| 3      | 要聽爸爸的話！ 〜路上觀察研究日誌〜 3 | 2012年8月17日 | ISBN 978-4-08-879365-8 | 2013年9月12日  | ISBN 978-986-310-755-2 |
| 4      | 要聽爸爸的話！ 〜路上觀察研究日誌〜 4 | 2015年1月19日 | ISBN 978-4-08-890173-2 | 2015年12月5日  | ISBN 471-801-601-594-4 |
|        | 要聽爸爸的話！ 〜小鳥遊家的居家日常〜 | 2012年2月17日 | ISBN 978-4-08-879279-8 | 2012年8月15日  | ISBN 978-986-310-332-5 |
| 1      | 要聽爸爸的話！ 〜空色之響〜 1         | 2012年3月23日 | ISBN 978-4-08-782443-8 | 2013年8月15日  | ISBN 978-986-310-712-5 |
| 2      | 要聽爸爸的話！ 〜空色之響〜 2         | 2013年2月19日 | ISBN 978-4-08-782486-5 | 2013年12月11日 | ISBN 978-986-310-851-1 |
| 1      | 要聽爸爸的話！ 〜遵命，美羽大人〜 1   | 2012年3月23日 | ISBN 978-4-08-867192-5 | 2014年7月22日  | ISBN 978-986-356-073-9 |
|        | 要聽爸爸的話！ 〜小兔兔圖案〜         | 2012年3月23日 | ISBN 978-4-08-782442-1 | 2013年10月9日  | ISBN 978-986-310-766-8 |

## 漫画連載
要聽爸爸的話！
《Jump Square》2011年9月号开始连载，其後於2012年5月號開始移籍至《Jump SQ.19》繼續連載至同年11月號結束。作画：竹村洋平。
小说首兩卷改编漫画的基本连载。
要聽爸爸的話！ 〜小鳥遊家的居家日常〜
《Ultra Jump》2011年9月号至2012年2月號连载。作画：わだぺん。・F4U・渡会けいじ・東雲龍・左折・桐原和泉。
故事圍繞祐太租住公寓的鄰居和社區的故事。
要聽爸爸的話！ 〜遵命，美羽大人〜
《Cookie》2011年10月号至2012年4月號连载。作画：加藤友緒。
故事圍繞美羽和她小學班級為中心發展的故事。
要聽爸爸的話！ 〜小兔兔圖案〜
《Cobalt》2011年11月号至2012年3月號连载。作画：MATSUDA98。
讲述围绕小雏为中心发展的故事。
單行本和小說版一同於2012年3月23日發行。
要聽爸爸的話！ 〜空色之响〜
《Super Dash & Go》2011年12月号（創刊号）开始连载。作画：江尻立真。
故事围绕刚刚上初中的空参加合唱社与她的周围所发生的事。
要聽爸爸的話！ 〜路上观察研究日誌〜
《周刊YOUNG JUMP》2011年48号开始连载。作画：宮乃寬嗣。
講述祐太在路上觀察研究會所發生的故事。

## 电视动画

### 工作人员
- 原作 - 松智洋
- 插图 - 中島有華（集英社Super Dash文庫）
- 导演 - 川崎逸朗
- 助理导演 - 及川啓
- 系列构成 - 荒川稔久
- 脚本 - 荒川稔久、成田良美、網谷正治、大知慶一郎
- 人物设计 - 豆塚隆
- 小物設定 - 立田真一（OVA）
- 衣裝設定 - 藤井結（OVA）
- 美术 - 美峰
- 美术导演 - 小濱俊裕（美峰）
- 音响导演 - 岩浪美和
- 音响效果 - 小山恭正
- 录音、音响制作 - STUDIO MAUSU
- 音乐制作 - STARCHILD
- 动画制作 - Feel.
- 製作 - PPP（電視動畫）、聽爸！OVA製作委員會（OVA）

### 主題曲
片头曲「Happy Girl」（第2～13話、OVA）
作詞：大森祥子、作曲：河合英嗣、編曲：山崎寬子、河合英嗣、歌：喜多村英梨
片尾曲「Coloring」（第2～13話、OVA）
作詞：Minamoto.K&shu、作曲：Minamoto.K、編曲：Minamoto.K&真下正樹、歌：堀江由衣
插曲
「GO!GO!」（第3話）
作詞：、作曲・編曲：菊谷知樹、歌：小鳥遊雛（五十嵐裕美）、小鳥遊美羽（喜多村英梨）
（第10話）
作詞：、作曲・編曲：菊谷知樹、歌：合唱部一同
童謠
「Twinkle, Twinkle, Little Star」（第2、10～12話）
（第9話）
作詞：中村雨虹、作曲・編曲：草川信、歌：瀨川祐太（羽多野涉）、小鳥遊空（上坂堇）、小鳥遊美羽（喜多村英梨）、小鳥遊雛（五十嵐裕美）

### 各話標題
| 話數   | 日文標題       | 中文標題             | 劇本       | 分鏡     | 演出            | 作畫監督                                                      | 總作畫監督                                         | 片尾插畫   |
| ------ | -------------- | -------------------- | ---------- | -------- | --------------- | ------------------------------------------------------------- | -------------------------------------------------- | ---------- |
| 第1話  |                | 不要叫我爸爸         | 荒川稔久   | 川崎逸朗 | 川崎逸朗 及川啟 | 星野圓哉 立田真一 新家由貴男                                  | 豆塚隆 枡田邦彰 鈴木豪                             | 竹村洋平   |
| 第2話  |                | 到我家來吧           | 荒川稔久   | 川崎逸朗 | 吉田紗子        | 櫻井正明 野道佳代                                             | 豆塚隆 枡田邦彰 新田靖成                           | 矢吹健太朗 |
| 第3話  |                | 怎麼能哭呢           | 荒川稔久   | 川崎逸朗 | 葛谷直行        | 大河原晴男                                                    | 枡田邦彰 鈴木豪 佐藤元昭 豆塚隆                    | MATSUDA98  |
| 第4話  |                | 美妙的生活           | 成田良美   | 高橋丈夫 |                 | 齊藤雅和                                                      | 豆塚隆                                             | 宮乃寬嗣   |
| 第5話  |                | 少女發生什麼事了     | 網谷正治   | 及川啟   | 及川啟          | 川島尚、高原修司                                              | 豆塚隆、清水祐實 鈴木豪、佐藤元昭 山口智、枡田邦彰 | 加藤友緒   |
| 第6話  |                | 美好的家族旅行       | 成田良美   | 川崎逸朗 | 北條史也        | 廣尾佳奈子、杉藤小百合 野道佳代、兒玉亮                       | 豆塚隆、新田靖成 枡田邦彰、山口智                  | 桐原和泉   |
| 第7話  |                | 每次都給大家添麻煩了 | 大知慶一郎 | 高柳滋仁 | 佐佐木真哉      | 中山初繪                                                      | 豆塚隆、枡田邦彰 鈴木豪、清水祐實 山口智           | 江尻立真   |
| 第8話  |                | 不可原諒！           | 大知慶一郎 | 高橋丈夫 |                 | 齊藤雅和、高原修司 重本和佳子、新家由貴男                     | 豆塚隆、枡田邦彰 山口智                            | 有葉       |
| 第9話  |                | 有點我行我素         | 網谷正治   | 池端隆史 | 池端隆史        | 川島尚、新家由貴男 藤井結、小林調 村上直紀                    | 豆塚隆、清水祐實 鈴木豪、枡田邦彰 山口智           | 蒼樹梅     |
| 第10話 |                | 我的藍天             | 成田良美   | 川崎逸朗 | 小野田雄亮      | 片岡千春、大河原晴男                                          | 豆塚隆、枡田邦彰 山口智、清水祐實 鈴木豪           | 和泉つばす |
| 第11話 |                | 想見面時你卻不在…    | 荒川稔久   | 川崎逸朗 | 吉田紗子        | 成川多加志、櫻井正明 廣尾佳奈子、橋口隼人 野道佳代            | 豆塚隆、新田靖成 枡田邦彰、鈴木豪 清水祐實、山口智 | 助野嘉昭   |
| 第12話 |                | 全世界我最喜歡爸爸   | 荒川稔久   | 川崎逸朗 | 及川啟 川崎逸朗 | 川島尚、新家由貴男 齊藤雅和、高原修司 重本和佳子、藤井結      | 豆塚隆、枡田邦彰 鈴木豪、清水祐實 山口智           | 中島有華   |
| 第13話 |                | 暖呼呼               | 大知慶一郎 | 及川啟   |                 | 中原久文、新家由貴男 藤井結、佐藤篤志 相場滿                  | 豆塚隆、枡田邦彰 山口智、清水祐實                  | 不適用     |
| OVA1   |                | 小空的貞操危機！？   | 荒川稔久   | 川崎逸朗 | 川崎逸朗        | 三浦龍、中原久文 北村友幸、星野圓哉 枡田邦彰、佐藤篤志 川島尚 | 豆塚隆                                             | 不適用     |
| OVA1   | 美羽的時尚指南 |                      | 荒川稔久   | 川崎逸朗 | 川崎逸朗        | 三浦龍、中原久文 北村友幸、星野圓哉 枡田邦彰、佐藤篤志 川島尚 | 豆塚隆                                             | 不適用     |
| OVA1   | 小雛的獨自旅行 |                      | 荒川稔久   | 川崎逸朗 | 川崎逸朗        | 三浦龍、中原久文 北村友幸、星野圓哉 枡田邦彰、佐藤篤志 川島尚 | 豆塚隆                                             | 不適用     |
| OVA2   |                | 與幽靈共度的春天     | 荒川稔久   | 田所修   | 松本正幸        | 豆塚隆、佐藤篤志 三浦龍、高橋和也                             | 豆塚隆                                             | 不適用     |

### 播放電視台
日本深夜動畫：下文記載的日本国内播放時間使用日本標準時間（UTC+9）表示。因為部分時間标识會採用30小时制，因此請留意这类超过24:00的时间，其實際播放時間為翌日清晨。
| 播放地區   | 播放電視台   | 播放日期               | 播放時間                   | 所屬聯播網 | 备注                              |
| ---------- | ------------ | ---------------------- | -------------------------- | ---------- | --------------------------------- |
| 東京都     | TOKYO MX     | 2012年1月10日－3月27日 | 星期二 25時30分－26時00分  | 独立UHF局  |                                   |
| 愛知县     | 愛知電視台   | 2012年1月10日－3月27日 | 星期二 25時30分－26時00分  | 東京電視網 |                                   |
| 神奈川县   | 神奈川電視台 | 2012年1月10日－3月27日 | 星期二 25時45分－26時15分  | 独立UHF局  |                                   |
| 千葉县     | 千葉電視台   | 2012年1月12日－3月29日 | 星期四 25時30分 - 26時00分 | 独立UHF局  |                                   |
| 近畿广域圈 | 每日放送     | 2012年1月12日－3月29日 | 星期三 26時30分－27時00分  | TBS系列    | 木曜深夜動畫第3部                 |
| 日本全域   | BS11         | 2012年1月13日－3月30日 | 星期五 23時00分－23時30分  | 衛星電視   | ANIME+節目                        |
| 日本全域   | AT-X         | 2012年1月13日－3月30日 | 星期五 23時00分－23時30分  | CS放送     |                                   |
| 埼玉县     | 埼玉電視台   | 2012年1月13日－3月30日 | 星期五 25時05分－25時35分  | 獨立UHF局  |                                   |
| 日本全域   | 萬代頻道     | 2012年1月16日－4月2日  | 星期一 12時00分 更新       | 网络电视   | 一周内最新发布的动画 可以免费播放 |
| 日本全域   | NICONICO     | 2012年1月16日－4月2日  | 星期一 26時00分 更新       | 网络电视   | 一周内最新发布的动画 可以免费播放 |

### 影碟情報

#### Blu-ray
| 卷數                | 收錄話數   | 發售日        | 商品編號   |
| ------------------- | ---------- | ------------- | ---------- |
| Vol.1               | 第1話      | 2012年3月7日  | KIXA-177   |
| Vol.2               | 第2～4話   | 2012年4月11日 | KIXA-178   |
| Vol.3               | 第5～7話   | 2012年5月9日  | KIXA-179   |
| Vol.4               | 第8～10話  | 2012年6月6日  | KIXA-180   |
| Vol.5（普通版）     | 第11～13話 | 2012年7月11日 | KIXA-181   |
| Vol.5（初回限定版） | 第11～13話 | 2012年7月11日 | KIXA-90181 |

當中Vol.3收錄主題曲（電視版本）、片尾曲（電視版本）、插曲、角色歌（Remix版本）和「連遊戲也要聽爸爸的話！」（ゲームでも、パパのいうことを聞きなさい！）主題曲；第13話為電視版未播放集數。

#### DVD
| 卷數  | 收錄話數   | 發售日        | 商品編號  |
| ----- | ---------- | ------------- | --------- |
| Vol.1 | 第1～3話   | 2012年4月11日 | KIBA-1942 |
| Vol.2 | 第4～6話   | 2012年5月9日  | KIBA-1943 |
| Vol.3 | 第7～9話   | 2012年6月6日  | KIBA-1944 |
| Vol.4 | 第10～13話 | 2012年7月11日 | KIBA-1945 |

當中第13話為電視版未播放集數。

#### CD
| 主題       | 演出者                   | 發售日         | 商品編號                                     |
| ---------- | ------------------------ | -------------- | -------------------------------------------- |
|            | 小鳥遊空（上坂堇）       | 2011年11月9日  | KIZM-121～122                                |
|            | 小鳥遊美羽（喜多村英梨） | 2011年11月23日 | KIZM-123～124                                |
|            | 小鳥遊雛（五十嵐裕美）   | 2011年12月7日  | KIZM-125～126                                |
| Coloring   | 堀江由衣                 | 2012年1月18日  | KICM-1378（普通版） KICM-91378（初回限定版） |
| Happy Girl | 喜多村英梨               | 2012年2月8日   | KICM-1380（普通版） KICM-91380（初回限定版） |

## 游戏
連遊戲也要聽爸爸的話！
PSP专用软件，由BANDAI NAMCO Games（NBGI）開發的AVG遊戲，並於2012年4月26日發售，包括普通版和豪華限定版。
豪華限定版会有“跟爸爸一起道聲晚安！包裝”，包裝封面由中島有華老師繪畫。內容包括：
- 圖畫劇場DVD（ピクチャードラマDVD）
- 小鳥遊雛相同高度充氣抱枕（小鳥遊ひなの等身大エアクッション）
- 4款迷你海報（クリアminiポスター）
- 4款沐浴海報（お風呂ポスター）

故事根據小說第1卷和第7卷改編而成，由松智洋老師監修。故事發展會根據遊戲的成績而出現不同的分歧，並發展成五個不同的結局（不包括Game Over）。
官方由2012年4月16日至4月27日每日於遊戲版官方網站公佈一段試玩影片。
主題曲「Smile Continue」
作詞 - 、作曲・編曲 - 河合英嗣、歌 - 小鳥遊空（上坂堇）、小鳥遊美羽（喜多村英梨）、小鳥遊雛（五十嵐裕美）